# Залізобетон

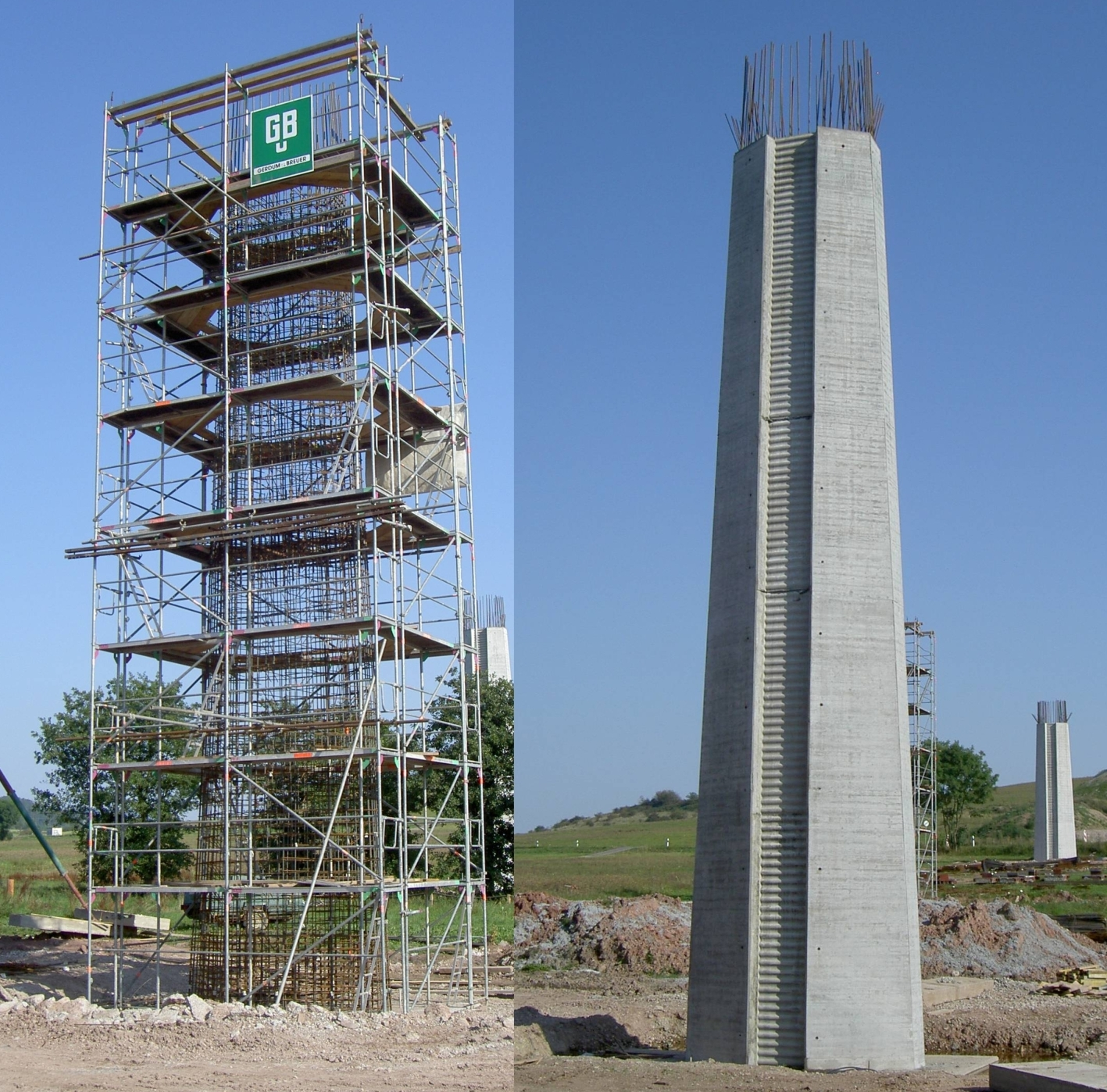
Важка залізобетонна колона до (ліворуч) і після (праворуч) заливання бетоном арматурної клітки,

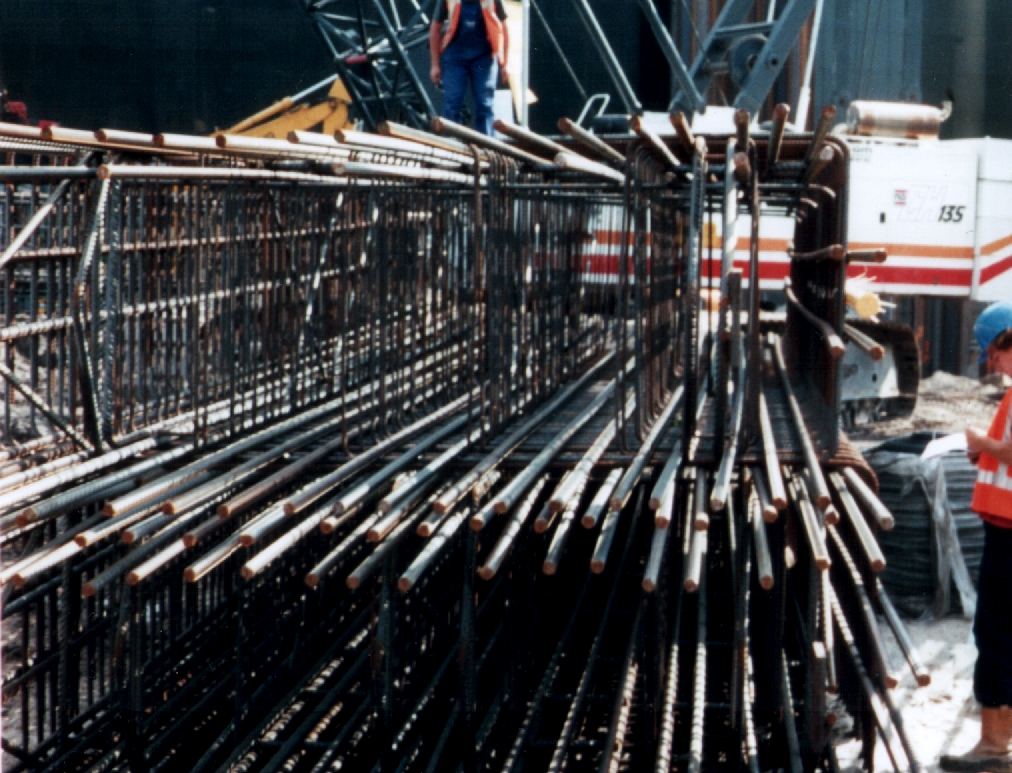
Арматура

Залізобето́н — це композиційний будівельний матеріал, який одержують у результаті монолітного сполучення бетону та сталевої арматури. Термін «залізобетон» часто вживається як узагальнювальна назва залізобетонних конструкцій і виробів.

## Загальний опис
Запатентований у 1867 році Жозефом Моньє як матеріал для виготовлення кадовбів для рослин.
У XX столітті залізобетон був найрозповсюдженішим матеріалом у будівництві.
Ідея поєднання в залізобетоні двох суттєво відмінних за своїми властивостях матеріалів ґрунтується на тому, що міцність бетону при розтягуванні є значно (у 10…20 разів) меншою, ніж при стискуванні, тому в залізобетонній конструкції він призначається для сприйняття стискувальних зусиль; сталь же, що має високу границю міцності при розтягуванні, і яка вводиться в бетон у вигляді арматури, використовується переважно для сприйняття зусиль розтягу. Взаємодія цих різних матеріалів є досить ефективною: бетон при твердненні міцно зчіплюється зі сталевою арматурою і надійно захищає її від корозії, оскільки в процесі гідратації цементу утворюється лужне середовище; монолітність бетону й арматури забезпечується також відносною близькістю їхніх коефіцієнтів лінійного теплового розширення (для бетону від 7,5·10−6 до 12·10−6 °C−1, для сталевої арматури 12·10−6 °C−1); в межах зміни температури від -40 до +60 °С основні фізико-механічні характеристики бетону і арматури практично не змінюються, що дозволяє застосовувати залізобетон у всіх кліматичних зонах.
Арматуру в залізобетонних виробах (конструкціях) поділяють на робочу (розташовується у нижній частині залізобетонних виробів, що працюють на згин: плит перекриття, балок, у підошвах фундаментних блоків) і монтажну (створює об'ємний кістяк виробу, фіксує розташування стрижнів робочої арматури, сприяє фіксації та закріпленню закладних деталей і монтажних петель).
Термін «залізобетон» абстрактний і вживається зазвичай у виразі «теорія залізобетону». Якщо мова йде щодо конкретного об'єкта, правильніше говорити «залізобетонна конструкція», «з/б конструкція», «залізобетонний елемент».
До позитивних якостей залізобетонних конструкцій відносяться:
- невисока ціна — залізобетонні конструкції значно дешевші від сталевих;
- вогнестійкість — порівняно зі сталлю і деревом;
- технологічність — при бетонуванні нескладно отримувати будь-яку форму конструкції;
- хімічна і біологічна стійкість — не схильний до корозії, старіння, гниття.

До недоліків залізобетонних конструкцій належать:
- невисока міцність при великій масі — міцність бетону в середньому в 10 разів менша, ніж міцність сталі. У великих конструкціях залізобетон «несе» більше своєї маси, ніж корисного навантаження.

## Попередньо напружений залізобетон
Попередньо напружений залізобетон — залізобетон, в якому заздалегідь, на стадії виготовлення конструкції, створюють внутрішнє напруження розтягу в арматурі і стиску в бетоні. Виготовляють його з важких бетонів, легких бетонів або бетонів інших видів й арматурної сталі, яку напружують електротермічним, механічним, електротермомеханічним чи іншим способом. Конструкції з попередньо напруженого залізобетону у порівнянні з ненапруженим мають значно менші прогини й підвищену тріщиностійкість при однаковій міцності, що дозволяє перекривати більші прогони при однаковому перерізі елемента.

## Збірний залізобетон
Виділяють збірний залізобетон (з/б конструкції виготовляються в заводських умовах, потім їх вмонтовують в готову споруду) і монолітний залізобетон (бетонування виконується безпосередньо на будівельному майданчику).
Збірний залізобетон зайняв домінуюче місце в будівництві, витискаючи з проектних рішень будинків і споруд сталеві і монолітні залізобетонні конструкції, цеглу й деревину. Застосування збірного залізобетону сприяло подальшому зростанню технічного рівня будівництва, у тому числі зростанню вогнестійкості будівель, зниженню витрат на їх спорудження, економії лісу та ін. матеріалів.

## Історична довідка
Поява залізобетону спричинила революцію в будівництві й визначила архітектуру цілої епохи. Залізобетон з'явився у період бурхливого зростання промисловості, торгівлі й транспорту у другій половині XIX століття, коли виникла необхідність у спорудженні значної кількості фабрик, доріг, мостів, портів тощо. У цей період вже були досить розвинуті цементна промисловість і чорна металургія. Залізобетон почали застосовувати водночас у різних країнах: Ж.-Л. Ламбо (1850), Франсуа Коньє (1853), Ж. Моньє (1861) у Франції, В. Вілкінсон у Великій Британії (1854), Т. Гаятт у США (1855), Ґ. Вайс у Німеччині (1886). Т. Гаятт і Ґ. Вайс вперше розмістили залізну арматуру в розтягнутих зонах перерізів залізобетонних конструкцій, завдяки чому досягли збільшення прогонів. З ініціативи польського інженера Максиміліана Тульє у 1894 році у дворі Вищої політехнічної школи збудовано залізобетонний міст–арку з прогоном 11,05 м як експонат для виставки, яка відбувалась у той час у Львові.
Ще інтенсивніше залізобетон почали застосовувати після пожежі 1904 у Балтіморі (США), під час якої було зруйновано близько 300 великих споруд, збудованих з відкритими конструкціями із заліза. Відтоді несні конструкції виготовляли переважно із залізобетону.
Теоретичні основи розрахунку залізобетону та принципи його конструювання заклали французькі дослідники А. Консідер, Ф. Геннебік, німецькі — М. Кенен, Е. Мерш, український — М. Белелюбський, російські — А. Лолейт, О. Гвоздєв. Українськими першопрохідцями також були Я. Столяров, Й. Улицький. Згодом в Україні у розвиток теорії розрахунку залізобетону зробили внесок О. Диховичний (співавтор книги «Железобетонные конструкции», К., 1958, 1959, 1972, її перекладено сербською (Белґрад, 1977) та японською (Саітама, 1977) мовами) та О. Лопатто. Нині питання теорії й застосування залізобетону досліджують ДП «Державний НДІ будівельних конструкцій», ДП «Український науково-дослідний і проектно-конструкторський інститут будівельних матеріалів та виробів» (обидва — Київ), національні університети будівництва та архітектури в Києві та Харкові, національні політехнічні університети у Львові та Полтаві, академії будівництва і архітектури у Дніпрі та Одесі.